# 第2混成団
第2混成団（だいにこんせいだん、JGSDF 2nd Combined Brigade）は、陸上自衛隊善通寺駐屯地（香川県善通寺市）に団本部が駐屯していた中部方面隊隷下の混成団である。第14旅団への改編に伴い、2006年（平成18年）3月27日をもって廃止された。

## 概要
四国の防衛・警備を担当していた部隊である。元来、四国・淡路島地域は、第13師団の警備区域であったが、1977年（昭和52年）の防衛計画の大綱において、日本を14区分した際に、四国には戦略単位部隊がないことが指摘され、地形的、行政的観点から四国に混成団を新編することとなり、第15普通科連隊を基幹とする第2混成団が1981年（昭和56年）3月に新編された。2006年（平成18年）3月、第14旅団への改編に伴い廃止された。

## 沿革
- 1981年（昭和56年）3月25日：第2混成団が善通寺駐屯地において編成完結。四国・淡路島地域を担当する部隊として第13師団より分割。

1. 第2混成団本部、本部中隊および後方支援中隊を善通寺駐屯地に新編。
2. 第15普通科連隊（善通寺駐屯地）を隷下に編入。
3. 第13戦車大隊第4戦車中隊を廃止・改編し、第2混成団戦車隊を日本原駐屯地に新編。
4. 第13特科連隊第4特科大隊および第5特科大隊第12射撃中隊を基幹とし、第6特科大隊から1個高射中隊を新編して、第2混成団特科大隊を日本原駐屯地に新編。
5. 第325地区施設隊（高知駐屯地）を廃止・改編し、第2混成団施設隊を高知駐屯地に新編。

- 1990年（平成02年）3月26日：戦車北転事業の影響により、第2混成団戦車隊（日本原駐屯地）を廃止。

1990年頃の主要編成
第15普通科連隊、第2混成団特科大隊
- 1992年（平成04年）3月27日：混成団近代化による改編。

1. 第15普通科連隊を自動車化連隊へ改編。
2. 団本部中隊対戦車小隊の装備を一部を79式対舟艇対戦車誘導弾に換装。
3. 後方支援中隊の装備車両を増強。

- 1993年（平成05年）8月：第2混成団本部中隊化学防護小隊を新編[3]。
- 1994年（平成06年）3月29日：第2混成団特科大隊が日本原駐屯地から松山駐屯地へ移駐。
- 1995年（平成07年）1月18日：阪神・淡路大震災による被害を受けた淡路島の復興に尽力。後に感謝の意を込めて四国4県の樹が植樹される。
- 1998年（平成10年）4月5日：明石海峡大橋開通に伴い、淡路島の警備担当を第3師団に移管。
- 2006年（平成18年）3月27日：第2混成団が第14旅団への改編に伴い廃止。

## 廃止時の編成
改編後の部隊名を併記する。
- 善通寺駐屯地（香川県善通寺市）
  - 第2混成団本部 → 第14旅団司令部
  - 第2混成団本部中隊「2混-本」[4] → 第14旅団司令部付隊[5]。
    - 対戦車隊 → 第15普通科連隊および第50普通科連隊の各普通科中隊の対戦車小隊へ
    - 通信小隊 → 第14通信中隊
    - 偵察小隊 → 第14偵察隊
    - 化学防護小隊 → 第14旅団司令部付隊化学防護隊
    - 第2混成団音楽隊 「2混音」→ 第14音楽隊

  - 第15普通科連隊 「15普」→ 第15普通科連隊および第50普通科連隊に分離
  - 第2混成団後方支援中隊 「2混後」→ 第14後方支援隊
- 松山駐屯地（愛媛県松山市）
  - 第2混成団特科大隊「2混-特」 → 第14特科隊・第14高射特科中隊
- 高知駐屯地（高知県香南市）
  - 第2混成団施設隊「2混-施」 → 第14施設中隊

## 歴代の第2混成団長
| 代 | 氏名       | 在任期間               | 出身校・期              | 前職                                               | 後職                                           |
| -- | ---------- | ---------------------- | ----------------------- | -------------------------------------------------- | ---------------------------------------------- |
| 01 | 南敏彌     | 1981.3.25 - 1982.6.30  | 陸士61期                | 北部方面総監部幕僚副長 →1981.3.16 中部方面総監部付 | 陸上自衛隊幹部候補生学校長 兼 前川原駐屯地司令 |
| 02 | 大塚瑞夫   | 1982.7.1 - 1984.3.15   | 早稲田大学 昭和29年卒   | 第2教育団長 兼 大津駐屯地司令                      | 東北方面総監部幕僚長 兼 仙台駐屯地司令         |
| 03 | 櫻井和雄   | 1984.3.16 - 1985.6.30  | 中央大学 昭和29年卒     | 第2教育団長 兼 大津駐屯地司令                      | 陸上自衛隊九州地区補給処長 兼 目達原駐屯地司令 |
| 04 | 前川清     | 1985.7.1 - 1987.3.15   | 防大1期                 | 第2師団副師団長 兼 旭川駐屯地司令                  | 防衛研究所副所長                               |
| 05 | 馬渡隼夫   | 1987.3.16 - 1988.7.6   | 防大2期                 | 第8師団副師団長 兼 北熊本駐屯地司令                | 陸上自衛隊富士学校副校長                       |
| 06 | 雀ケ野環   | 1988.7.7 - 1990.3.15   | 防大3期                 | 自衛隊札幌地方連絡部長                             | 陸上自衛隊九州地区補給処長 兼 目達原駐屯地司令 |
| 07 | 江見省三   | 1990.3.16 - 1991.6.30  | 立命館大学 昭和33年卒   | 第11師団副師団長 兼 真駒内駐屯地司令               | 退職                                           |
| 08 | 大西操     | 1991.7.1 - 1994.3.22   | 防大6期                 | 第8師団司令部幕僚長                                | 陸上自衛隊需品学校長                           |
| 09 | 長尾哲吾   | 1994.3.23 - 1995.6.29  | 防大5期                 | 陸上自衛隊北海道地区補給処長 兼 島松駐屯地司令     | 退職                                           |
| 10 | 松浦征七   | 1995.6.30 - 1996.6.30  | 防大6期                 | 第5師団副師団長 兼 帯広駐屯地司令                  | 退職                                           |
| 11 | 渡邊光啓   | 1996.7.1 - 1998.3.25   | 岐阜大学 昭和42年卒     | 第11師団副師団長 兼 真駒内駐屯地司令               | 陸上自衛隊通信学校長 兼 久里浜駐屯地司令       |
| 12 | 長添雅信   | 1998.3.26 - 1998.6.30  | 防大13期                | 中部方面総監部幕僚副長                             | 陸上幕僚監部付 →1998.9.12 逝去                 |
| 13 | 青木勉     | 1998.8.20 - 1999.12.9  | 防大14期                | 西部方面総監部幕僚副長                             | 陸上幕僚監部監察官                             |
| 14 | 井岡久     | 1999.12.10 - 2002.3.21 | 防大17期                | 陸上幕僚監部防衛部研究課長                         | 陸上自衛隊富士学校普通科部長                   |
| 15 | 関口泰一   | 2002.3.22 - 2003.12.4  | 防大20期                | 陸上幕僚監部人事部補任課長                         | 西部方面総監部幕僚副長                         |
| 16 | 佐々木克徳 | 2003.12.5 - 2005.7.27  | 高崎経済大学 昭和46年卒 | 第3師団副師団長 兼 千僧駐屯地司令                  | 退職                                           |
| 末 | 笠原直樹   | 2005.7.28 - 2006.3.26  | 防大16期                | 陸上自衛隊研究本部幹事                             | 第14旅団長                                     |